# Негативность рассогласования
Негативность рассогласования (сокр. НР; англ. Mismatch Negativity, MMN) — термин когнитивной нейробиологии и психофизиологии. НР представляет собой разновидность вызванных потенциалов, связанных с событием. Данный феномен был открыт Ристо Наатаненом в 1978 году.

## Характеристики негативности рассогласования
НР характерна для сенсорных систем и сенсорных стимулов любой модальности, однако наилучшим образом к настоящему времени изучены зрительные и слуховые потенциалы. НР возникает в ответ на девиантный (редкий, отклоняющийся) стимул в ряду последовательно предъявляемых стандартных стимулов (в ряду sssssssssdssssssdss s является стандартным стимулом, а d — девиантным). Девиантный стимул отличается своими характеристиками от стандартного. В случае зрительной НР стимулы могут различаться, например, по цвету или яркости, а в случае слуховой — по частоте, длительности или громкости.
Зрительная НР наблюдается в затылочных областях мозга. Латентный период зрительной НР составляет около 150—250 мс после включения зрительного девиантного стимула.
Слуховая НР регистрируется, как правило, в лобно-центральной области. Типичный латентный период слуховой НР, как и зрительной, составляет 150—250 мс. Однако латентность НР зависит от того, насколько девиантный стимул отличается от стандартного: большие различия в стимулах вызывают раннелатентную НР.

## Природа негативности рассогласования
В стандартной парадигме НР испытуемому не дают инструкции реагировать на девиантный стимул каким-либо особенным образом. НР возникает спонтанно, независимо от намерений испытуемого, в связи с чем Наатанен определяет её как компонент, имеющий отношение к системе непроизвольного внимания. НР регистрируется во сне, в фазе быстрых движений глаз, а также у пациентов, находящихся в коме. В качестве источника (фокуса) возникновения НР рассматривают первичную зрительную кору (для зрительной НР), первичную слуховую кору, а также нижнелобную и оперкулярную зоны. Некоторые авторы обнаружили активацию базальных ганглиев и нижнего двухолмия в ответ на девиантный стимул при использовании парадигмы НР.
В настоящее время вопрос о природе и механизмах НР представляет интерес для многих исследователей: врачей, нейрофизиологов, психологов, психофизиологов и т. д.

## Негативность рассогласования в клинических исследованиях и практике
В клинической практике негативность рассогласования служит одним из маркеров, позволяющих проводить диагностику заболеваний нервной системы. Так, например, болезнь Альцгеймера характеризуется снижением амплитуды НР. Особенно выражен данный эффект в случае удлинения интервалов между предъявляемыми стимулами. Исследователи связывают это с уменьшением объема сенсорной памяти и дефицитом процессов «предвнимания».
Пациенты с паркинсонизмом характеризуются дефицитом НР, который имеет место как у пациентов, страдающих деменцией, так и у пациентов на ранних стадиях болезни Паркинсона — в отсутствие деменции.
Уменьшение амплитуды НР при шизофрении связывают с появлением продуктивных симптомов (например, галлюцинаций). Кроме того, при шизофрении, еще до психотических проявлений, отмечено уменьшение длительности НР.
Клинические исследования полезны также с фундаментальной точки зрения: они позволяют уточнить, какие именно области мозга вносят вклад в генерацию НР.